# فوشسكاوت
فوشسكاوت هو بركان خامد وعلى إرتفاع 657.3 مترًا فوق مستوى سطح البحر (NHN)، أعلى جبل في "Westerwald" ومقاطعة منطقة فيستر فالد كرآيس في الولاية من راينلند بالاتينات.